# عبد اللطيف الدعيج
عبد اللطيف يوسف صالح عبد العزيز الدعيج، كاتب كويتي يكتب في جريدة القبس.

## دراسته ونشأته
درس في مدرسة خالد بن الوليد والمدرسة المباركية وثانوية الشويخ، أنهى دراستة الثانوية بنظام تعليم المنازل.

## عمله الصحافي
بدأ الكتابة الإسبوعية مع أحمد الديين في جريدة المعلم في عام 1970 وحتى 1971، وفي عام 1971 التحق بجريدة السياسة، وأصبح نائبا للتحرير فيها في عام 1972، وكان الصحافي الكويتي الوحيد المتفرغ بعد حل مجلس الأمة الكويتي 1975 في عام 1976، وقد رفض تكمله العمل في ظل الرقابة، عاد إلى الكتابة مرة أخرى بعد حرب الخليج الثانية مع جريدة القبس في يونيو 1991 بعد انقطاع دام 15 سنة.
في 8 أكتوبر 2003 منح جائزة صاحب أفضل عامود صحافي عربي في المطبوعات اليومية والأسبوعية العربية من منظموا جائزة الصحافة العربية.

## عمله السياسي
شارك في انتخابات مجلس الأمة الكويتي 1981 في الدائرة الحادية عشر، وحصل على المركز السادس في الانتخابات برصيد 87 صوت وخسر الانتخابات.

## هجرته إلى الولايات المتحدة
بعد فشله في انتخابات مجلس الأمة الكويتي 1981 قرر الهجرة إلى فرنسا، وظل فيها حتى 1990 عندما كان في الكويت للزيارة وحدث عندها الغزو العراقي للكويت ليظل في الكويت ويقوم بإصدار جريدة اسمها الدستور مشاركة مع مبارك العدواني وعلي الكندري، وفي عام 1996 هاجر إلى الولايات المتحدة الأمريكية.

## أبنائه
- راكان